# Eurodac
EURODAC acronimo di European Asylum Dactyloscopie Database (Dattiloscopia europea). Dal 2000 è il database europeo, con sede a Strasburgo, delle impronte digitali per coloro che richiedono asilo politico e per coloro che sono entrati o soggiornano irregolarmente nel territorio dell'Unione europea.

Tutti coloro che richiedono asilo politico nell'UE, oppure che vi entrano irregolarmente o vengono sorpresi a soggiornarvi clandestinamente, ed hanno più di 14 anni, devono essere identificati e inseriti nell'archivio per una durata di 18 mesi come prescritto da una legge comunitaria.

Una volta che la forza di polizia procede all'identificazione e all'acquisizione delle impronte del soggetto, invia il tutto all'unità centrale situata presso la Commissione europea la quale effettua in tempo reale i confronti nella base dati al fine di individuare se al suo interno sono custodite le medesime impronte.

Questo controllo veloce e automatizzato scongiura:
- il pericolo che un soggetto possa chiedere in più paesi l'asilo politico, o che lo richieda in un altro a seguito di diniego;
- il pericolo che i clandestini possano spostarsi liberamente nel territorio dell'Unione poiché i loro dati sono custoditi in un unico archivio europeo e non in tanti archivi nazionali.

Il funzionamento è sulla falsariga di quello dell'AFIS (Automated Fingerprint Identification System ovvero Sistema Automatizzato di Identificazione delle Impronte) che si trova anche in Italia.
Vi partecipano tutti i membri dell'UE più Norvegia, Islanda e Svizzera.